# ホワイト・バッジ
『ホワイト・バッジ』（原題：하얀 전쟁）はベトナム戦争を扱った1992年の韓国映画。ビデオ邦題は『ホワイト・バッジ/大殺戮外人部隊』、DVD邦題は劇場公開邦題と同じ『ホワイト・バッジ』。

## あらすじ
1979年の韓国。ベトナム戦争に参加した白馬師団の元軍曹ハンは、従軍体験記で人気作家となっているが、戦争のトラウマに苦しんでいた。そんな時、元部下のピョン一等兵が会いに来て、彼に拳銃を渡して消える。自分よりも明らかに重症の戦争トラウマのピョンに会って刺激を受けたハンは、次回作のため自分の隊の足跡をたどろうとするのだが、さらなる苦悩が待ち受けていた。

## 出演
- ハン・キジュ：アン・ソンギ
- ピョン・ジンス：イ・ギョンヨン
- シム・ヘジン
- トッコ・ヨンジェ
- ホ・ジュノ
- キム・セジュン
- ホ・ソク

## スタッフ
- 監督：チョン・ジヨン
- 企画：キム・ハクフン、アン・ドンギュ
- 製作：クク・ジョンナム
- 脚本：コン・スヨン、チョウ・ヨンチェル、シム・スンボ、チョン・ジヨン
- 音楽：シン・ビョンハ
- 撮影監督：ユ・ヨンギル
- 美術：チョ・ユンサム
- 同時録音：イ・ヨンギル、キム・ウォンヨン
- 照明監督：キム・ドンホ
- 編集：パク・スンドク
- 助監督：シム・スンボ、アン・ビョンギ
- 製作・配給：大一フィルム

## 受賞
- 第5回東京国際映画祭グランプリを受賞[1]。
- 第31回大鐘賞 - 男優助演賞（イ・ギョンヨン）・審査委員特別賞・脚色賞（コン・スヨン、チョウ・ヨンチェル、シム・スンボ、チョン・ジヨン）
- 第13回青龍映画賞 - 男優助演賞（トッコ・ヨンジェ）・撮影賞（ユ・ヨンギル）
- 第29回百想芸術大賞（映画部門）- 最優秀演技賞 (男)（イ・ギョンヨン）
- 第3回春史大賞映画祭 - 監督賞（チョン・ジヨン）・優秀演技賞（イ・ギョンヨン）・音楽賞（シン・ビョンハ）
- 第38回アジア太平洋映画祭 - 最優秀男優主演賞（アン・ソンギ）

## 備考
本作と同じベトナム戦争を題材とした韓国映画として『ホワイト・バッジ2 戦場の青き狼たち』（1991年）、『ホワイト・バッジ3 戦狼たちの墓標』（1991年）という邦題の映画がビデオスルーされているが、本作とは無関係の作品である。また『ホワイト・バッジ ファイナル 史上最大の作戦』（1974年）、『新ホワイト・バッジ 地獄への戦場』（1976年）という邦題の韓国映画もビデオスルーされているが、朝鮮戦争を題材とした映画でやはり本作とは無関係。DVD化に際してそれぞれ『ソウル奪還大作戦 大反撃』『史上最大の戦場 洛東江大決戦』と改題されている。

## 参照
1. ↑  映画「ホワイト・バッジ」